# Sunshine Kitty
Sunshine Kitty (en español: Gatito de rayo del Sol) es el cuarto álbum de estudio de la cantautora sueca Tove Lo, que fue lanzado al mercado el 20 de septiembre de 2019, bajo el sello Island Records. Llegó a tener cinco sencillos del álbum: Glad He's Gone, Bad as the Boys, en colaboración con la artista finlandesa Alma, Jacques con Jax Jones, Really Don't Like U, con Kylie Minogue, y Sweettalk My Heart.
El álbum fue grabado entre Los Ángeles (California, Estados Unidos) y Estocolmo (Suecia). La artista consideró este trabajo como un nuevo capítulo en su carrera, "marcado por un reclamo de confianza, sabiduría ganada con esfuerzo, más tiempo y un romance en ciernes". Expresó que también el título del disco, en el que aparece con un gatito de dibujo animado, es "una extensión de mí y es parte de la nueva música".
En mayo de 2020, Tove Lo confirmó el relanzamiento del disco ampliando con ocho nuevos temas y demás remixes titulándolo Sunshine Kitty: Paw Prints Edition.

## Lista de canciones
| N.º | Título                                    | Escritor(es)                                                                   | Duración |  |
| 1.  | «Gritty Pretty (Intro)»                   | Tove Lo - Ludvig Söderberg - Jakob Jerlström                                   | 0:45     |  |
| 2.  | «Glad He's Gone»                          | Lo - Söderberg - Jerlström - Shellback                                         | 3:16     |  |
| 3.  | «Bad as the Boys (con Alma)»              | Lo - Söderberg - Jerlström                                                     | 3:06     |  |
| 4.  | «Sweettalk My Heart»                      | Lo - Söderberg - Svante Halldin - Jakob Hazell                                 | 2:59     |  |
| 5.  | «Stay Over»                               | Lo - Söderberg - Halldin - Hazell                                              | 3:09     |  |
| 6.  | «Are U Gonna Tell Her? (con MC Zaac)»     | Lo - Söderberg - Jerlström - Isaac Daniel - Umberto Tavares - Jefferson Junior | 2:38     |  |
| 7.  | «Jacques (con Jax Jones)»                 | Lo - Jax Jones - MNEK - Mark Ralph                                             | 3:23     |  |
| 8.  | «Mateo»                                   | Lo - Söderberg - Jerlström - Max Martin                                        | 2:49     |  |
| 9.  | «Come Undone»                             | Lo - Söderberg - Jerlström                                                     | 2:57     |  |
| 10. | «Equally Lost (con Doja Cat)»             | Lo - Mattias Larsson - Robin Fredriksson - Martin                              | 2:14     |  |
| 11. | «Really Don't Like U (con Kylie Minogue)» | Lo - Caroline Furoyen - Ian Kirkpatrick                                        | 3:45     |  |
| 12. | «Shifted»                                 | Lo - Söderberg - Halldin - Hazell                                              | 3:12     |  |
| 13. | «Mistaken»                                | Lo - Söderberg - Jerlström                                                     | 2:56     |  |
| 14. | «Anywhere U Go»                           | Lo - Söderberg - Halldin - Hazell                                              | 3:09     |  |